# یوکی مییاوچی
یوکی مییاوچی (ژاپنی: 宮内 雄希؛ زادهٔ ۲۷ اکتبر ۱۹۹۵) یک بازیکن فوتبال اهل ژاپن است.
از باشگاه‌هایی که در آن بازی کرده‌است می‌توان به باشگاه فوتبال ریوکیو اشاره کرد.